# Tropidurus etheridgei
Tropidurus etheridgei är en ödleart som beskrevs av  José Miguel Cei 1982. Tropidurus etheridgei ingår i släktet Tropidurus och familjen Tropiduridae. Inga underarter finns listade i Catalogue of Life.